# Fehér árvacsalán
A fehér árvacsalán (Lamium album) az árvacsalánfélék (Lamiaceae) családjába tartozó faj.

## Elterjedése, élőhelye
Ázsiában és Európában a mediterrán tájak kivételével igen elterjedt. Magyarországon az Alföld kivételével gyakori, üde gyomtársulások növénye.

## Jellemzők

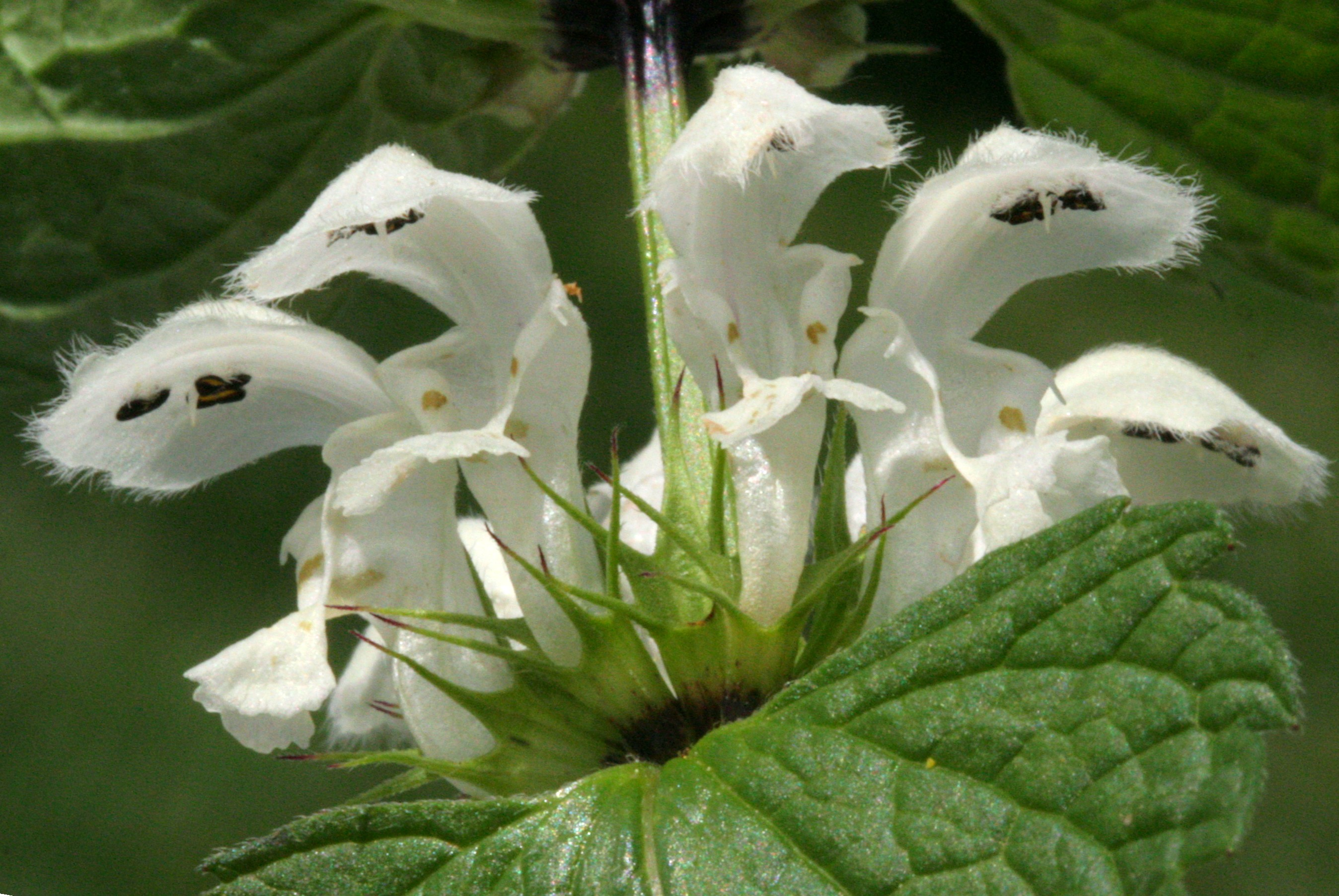

20-60 centiméter magas évelő. Gyökértörzse elágazó, vízszintes helyzetű. 
Szögletes szára szőrös, üreges. Fűrészes szélű, tojásdad alakú leveleinek hónaljában fehér forrt csészéjű (a borzas szőrű felső ajkuknál sárgás), álörvöt alkotó virágokat találunk. Erős szagú, kesernyés ízű makkocska termése apró és száraz.
Májustól júliusig (néha szeptemberig) virágzik.

## Felhasználása
Virágai ehetőek, leveleit zöldségételekbe főzve fogyasztják. Régen hajszőkítésre is használták.

### Gyógyhatása
A népi gyógyászatban az árvacsalán húgyúti és emésztési problémákra (hasmenés, gyomorhurut, felfúvódás), valamint álmatlanság esetén javasolt. Külsőleg a korpa eltávolítására és a fejbőrviszketés enyhítésére alkalmazzák. A bőr és a nyálkahártya gyulladásaiban is hatékony, és jó gyógyszer a fehérfolyás ellen. A különféle idegi problémák, valamint az emésztő-, a húgyúti és a légzőrendszer gyulladásinak kezelésére és a nyirokkeringés serkentésére ajánlott gyógykészítmények egyik alapanyaga. A virágos hajtásokat fürdők formájában végbéltáji gyulladások kezelésében alkalmazzák.
Drogja a pártája (Lami albi flos), valamint virágos hajtása (Lamii albi herba). Hatóanyagai közül a lamalbidot, ami egy iridoid glikozid, ebben a fajban fedezték fel. Tartalmaz továbbá fenolkarbonsavakat és flavonoidokat.
Hatásos a magas vérnyomás ellen, elősegíti a kiválasztást, valamint gyulladásgátló hatású. Enyhe vízhajtó és köptető hatású. 
Leveles szárvégei összehúzó hatásúak, mindenféle menstruációs zavarra, méhvérzésre.
Mai ismereteink szerint sem káros mellékhatása, sem mérgező volta nem ismert.